# Duje Dukan
Duje Dukan (ur. 4 grudnia 1991 w Splicie) – chorwacki koszykarz, występujący na pozycjach skrzydłowego oraz środkowego, posiadający także amerykańskie obywatelstwo, aktualnie zawodnik Movistar Estudiantes Madryt.
W 2010 wystąpił w meczu wschodzących gwiazd Nike Hoop Summit.
Jego ojciec – Ivica Dukan grał profesjonalnie w koszykówkę w Europie przez 15 lat, obecnie jest skautem pracującym dla klubu Chicago Bulls.
19 lipca 2019 dołączył do hiszpańskiego Movistar Estudiantes Madryt.

## Osiągnięcia
Stan na 19 lipca 2019, na podstawie, o ile nie zaznaczono inaczej.
NCAA
- Wicemistrz NCAA (2015)[4]
- 2-krotny uczestnik NCAA Final Four (2014, 2015)

Reprezentacja
- Uczestnik mistrzostw Europy U–20 (2011 – 16. miejsce)